# Anthony Garotinho
Anthony William Matheus de Oliveira (Campos dos Goytacazes, 18 de abril de 1960), mais conhecido como Anthony Garotinho ou até mesmo Garotinho, é um radialista e político brasileiro, filiado ao Republicanos. Foi o 58º governador do Rio de Janeiro e candidato à presidência da república em 2002.
Garotinho iniciou sua carreira política por dos dois mandatos em que foi o prefeito de Campos, sua cidade natal. Venceu as eleições para governador do estado do Rio em 1998, com o apoio de Leonel Brizola e amparado num programa de fortalecimento dos direitos sociais e de modernização dos serviços públicos. No início do governo, teve maior apoio popular e promoveu a criação das Delegacias Legais e investimentos em CIEPs. Com o tempo, no entanto, Garotinho baseou-se, cada vez mais, no populismo, oferecendo serviços subsidiados, como refeições, medicamentos e hospedagem, a preços simbólicos; e na imagem de líder religioso, entre os evangélicos pentecostais, para obter apoio político.
Em 2002, foi o terceiro colocado nas eleições presidenciais, com bom desempenho atribuído à votação dos evangélicos em todo o país. Após deixar o comando do governo estadual, assumiria a Secretaria de Segurança na gestão de sua esposa, Rosinha Garotinho. O casal viu seus índices de popularidade caírem no estado, ao mesmo tempo em que se acumularam denúncias de crimes comuns e eleitorais contra eles. Deixaram o governo sem grande progresso no combate ao crime organizado, tendo a imagem afetada por acusações de conivência com a corrupção policial e pela prisão do chefe da Polícia Civil, Álvaro Lins. Garotinho foi eleito em 2010 a deputado federal pelo Partido da República do Rio de Janeiro.

## Carreira radialista
Começou sua carreira no rádio em Campos dos Goytacazes, no norte do estado Rio de Janeiro. Trabalhou na Rádio Nacional e na Rádio Tupi AM. Ganhou o apelido de "Garotinho" como radialista ao narrar, com apenas quinze anos de idade, preliminares de jogos de futebol na Rádio Cultura de Campos, imitando o radialista José Carlos Araújo, o "Garotinho", da Rádio Globo do Rio de Janeiro. Ao entrar no ar, o locutor apresentava-o desta maneira: "Agora, com vocês, o garotinho Anthony Matheus". O apelido pegou, mas rendeu a ele processo na Justiça movido por José Carlos Araújo, que havia se consagrado com aquele apelido a ponto de registrá-lo como sua marca.
Após ingressar na política, Garotinho continuou a trabalhar no rádio, com destaque para as inserções na Rádio Melodia, de cunho político e religioso.

### Rádio
- Super Rádio Tupi 1993-1995, 1999-2002, 2017-2019 e 2020-presente

## Carreira política

### Início
Ingressou na política, como filiado ao PT, mas logo transferiu-se para o PDT em 1983. No PDT, ele atuaria na Juventude Socialista, sendo eleito Coordenador Nacional no V Congresso Nacional da JS, realizado em Brasília no dia 23 de junho de 1989. Garotinho ainda atuaria no PDT até 2000, quando se filiaria ao PSB. Como radialista, em Campos dos Goytacazes, adquiriu fama por um programa assistencialista.
Foi prefeito de Campos, cidade do interior fluminense, por duas vezes: 1989–1992 e 1997–1998 (abandonou o cargo em 1998 para se candidatar a governador). Na ocasião, a recém-descoberta riqueza petrolífera da Bacia de Campos e o apoio político de Leonel Brizola, de quem foi Secretário de Estado de Agricultura, lhe alavancaram a carreira política.

### Governador do Rio de Janeiro
Em 1994, concorreu ao governo estadual do Rio de Janeiro, sendo o segundo candidato mais votado (o eleito, na ocasião, foi o ex-prefeito da capital Marcello Alencar). Quatro anos depois, concorreu novamente e, com uma ampla coalizão de partidos de esquerda (incluindo PDT, PT, PSB e PCdoB), foi eleito, derrotando no segundo turno, Cesar Maia.
Em seu governo, diversos programas sociais foram instituídos destinados a atender a população de baixa renda. Dos principais programas, destacam-se:
- Restaurante Popular - Era um programa de segurança alimentar destinado a servir refeições de alta qualidade a preços acessíveis.[8] Atualmente, somente alguns restaurantes, geridos por prefeituras municipais, abrem de segunda a sexta para oferecerem café da manhã e almoço a preços baixos.
- Cheque Cidadão - Foi um programa de transferência de renda que tinha a finalidade de complementar a renda de famílias que comprovassem renda igual ou inferior a um terço do salário mínimo.[9] Foi extinto em 2007 pelo governador Sérgio Cabral, sendo substituído pelo Bolsa Família, um programa similar do Governo Federal.[10]

Segundo o jornalista Jânio de Freitas da Folha de S.Paulo, no dia 3 de abril de 2005, não houve na história dos governos do Rio de Janeiro quem tivesse mais investido recursos em segurança que os governos Garotinho e Rosinha.
Propôs à Assembleia Legislativa lei que criava a autonomia de gestão das verbas do Poder Judiciário, iniciativa inédita no Brasil e que mereceu reconhecimento público do presidente do Tribunal e Desembargador Miguel Pachá em matéria na Isto É, em 11 de janeiro de 2003.
Também foi reconhecido pelo projeto "Delegacia Legal", indicado pela ONU para o prêmio em Dubai de Boas Práticas e elogiado pelo Assessor da ONU para direitos humanos, Nigel Rodley, em 2001, como um modelo a ser imitado, No seu governo foi inaugurada a estação Siqueira Campos da Linha 1 do Metrô do Rio de Janeiro, e no de sua esposa Rosinha a estação de Cantagalo.
Foi na gestão de Anthony Garotinho que se viu no transporte público a entrada em massa do serviço de vans e Kombis de lotação, inclusive foi o primeiro governo no país a determinar um regramento sobre o transporte alternativo, apesar de enfrentar resistência dos empresários de transporte de ônibus e inclusive de ser questionada a legalidade deste decreto em face ao Código de Trânsito Brasileiro, que não previa a entrada destes veículos como transporte de passageiros.
Também ocorreu em sua gestão a polêmica redução tarifária das passagens dos ônibus fluminenses, sem que fosse mexida a carga fiscal que vinha em decorrência da tarifa. Muitas operadoras de transporte tiveram problemas operacionais, tendo inclusive a vida de utilização de seus carros elevada e até falindo empresas de ônibus neste período.

### Candidatura a presidência
Deixou o PDT em novembro de 2000, por divergências com Brizola "principalmente sobre as eleições municipais daquele ano", passando para o PSB. Por este partido, concorreu à presidência da República em 2002 e lançou a candidatura de sua esposa Rosinha Matheus à própria sucessão, no mesmo ano. Perdeu a presidência (sendo o terceiro mais votado, com quinze milhões de votos), mas Rosinha foi eleita no primeiro turno.

### Secretário de Segurança

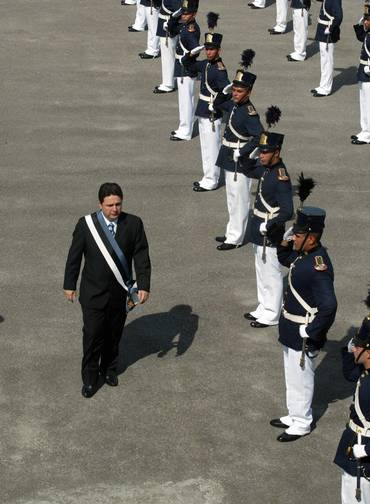
Em cerimônia de comemoração dos 195 Anos da PMERJ.

Em abril de 2003, assumiu o cargo de secretário de Segurança do Rio de Janeiro. Em agosto do mesmo ano, mudou novamente de partido, ingressando no PMDB.

### Secretário estadual de Governo
Em 2006, exerce o cargo de secretário estadual de Governo do Rio de Janeiro e é presidente do PMDB no estado. Garotinho foi escolhido no dia 19 de março como candidato do PMDB à presidência da República por meio de uma consulta, aprovada pela Direção do Partido, apesar da polêmica judicial sobre sua realização. Porém, com a decisão do TSE em favor da verticalização das coligações partidárias, o partido optou por não lançar candidato à Presidência e se aliar ao candidato a presidente Lula. Apóia a candidatura de Heloísa Helena, no primeiro turno, e de Geraldo Alckmin, no segundo.
Em junho de 2009 Garotinho deixou o PMDB por divergências com o governador Sérgio Cabral Filho e optou pelo PR, assumindo a presidência regional desta legenda.

### Deputado federal
Garotinho foi candidato a Deputado Federal, sendo eleito com a maior votação já registrada para o cargo de Deputado Federal no Estado do Rio. Garotinho obteve 694 862 votos (8,69%), sendo o 2º mais votado do Brasil, ficando atrás apenas do humorista Tiririca, também do PR na eleição daquele ano.

## Eleições

### 2010
Nas Eleições de 2010, tudo indicava que Garotinho seria novamente candidato ao governo do Rio de Janeiro.
Em 2009 matérias publicadas em seu blog, e comentários feitos em seu programa na rádio, davam a entender que Garotinho seria novamente candidato a governador. Especulou-se na época seu ingresso no PTB, o que não aconteceu.
Em setembro de 2009 Garotinho filiou-se ao PR. Até a véspera da convenção partidária Garotinho ocupava o 2º lugar nos principais institutos de pesquisa. Mas para a surpresa de muitos, Garotinho anuncia sua candidatura a deputado federal e lança o presidente do Instituto Republicano Fernando Peregrino que havia ocupado diversos cargos no governo do casal Garotinho como candidato ao governo estadual.
A desistência por parte de Garotinho da candidatura ao governo do estado do Rio de Janeiro se deveu a decisão por parte do TRE do Rio de Janeiro no sentido de declará-lo inelegível por abuso de poder econômico nas eleições municipais de 2008. Como o mérito da questão não tinha sido apreciado pelo TSE, Garotinho optou por concorrer ao cargo de deputado federal com a finalidade de minimizar eventuais prejuízos com a campanha eleitoral caso a mesma fosse impugnada.
O resultado das eleições não foi surpresa alguma, como já era de se imaginar e as pesquisas mostravam, Garotinho foi o deputado federal mais votado do Rio de Janeiro e segundo mais votado do Brasil, ficando atrás apenas do palhaço Tiririca também do PR.
Garotinho recebeu 694 862 votos (8,69%), sua filha Clarissa Garotinho se elegeu deputada estadual com 118 863 (1,43%), ficando em 5º lugar.
E o candidato a Governador apoiado por Garotinho ficou em 3º lugar com 883 220 (10,81%), perdendo para Fernando Gabeira e Sergio Cabral Filho.

### 2014
No dia 25 de janeiro de 2014, Garotinho se lançou como candidato a governador do estado do Rio de Janeiro na convenção nacional do PR, que reuniu cerca de 7000 militantes. No mesmo evento, Garotinho distribuiu material de campanha, e atacou o então governador Sérgio Cabral Filho e o vice Pezão, que já era pré-candidato ao governo do estado.
A primeira pesquisa eleitoral de intenções de voto ao governo do RJ, realizada pelo IBOPE, mostrava que Anthony Garotinho liderava com 18% dos votos, tecnicamente empatado com Crivella, que aparecia com 16%. Ao longo do tempo, as intenções de voto em Garotinho foram crescendo, até chegar a 28% dos votos em uma pesquisa Datafolha, divulgada no dia 4 de setembro, porém, as intenções de voto em Pezão cresceram em ritmo mais acelerado, até que o atual governador ultrapassou Garotinho na pesquisa do dia 23 de Setembro, feita pelo IBOPE.
Na última pesquisa divulgada, Garotinho aparecia tecnicamente empatado com Crivella, enquanto Pezão liderava isoladamente com 36% dos votos válidos.
Garotinho conseguiu 1 576 511 votos, ficando com 18,22% dos votos válidos, e não conseguiu chegar ao segundo turno, pois ficou atrás de Pezão, que obteve 40,57% dos votos válidos, e Crivella que ficou com 20,26%.

### 2018
Em uma reunião com militantes e filiados do Partido da República (PR) realizada em outubro de 2017, Anthony Garotinho anunciou que pretendia se candidatar nas eleições de 2018 novamente para o cargo de governador do Rio de Janeiro pela legenda. No entanto, diversas situações inesperadas ocorreram em seguida: ainda em 2017, o político foi preso duas vezes, uma vez por suposta obstrução das investigações da Operação Chequinho mediante ameaças a testemunhas e destruição de provas e outra por supostas irregularidades na prestação de contas eleitorais relativas às eleições de 2014; já em janeiro de 2018, Garotinho desfiliou-se do Partido da República após receber a notícia de que a Comissão Executiva Regional Provisória do PR no Rio de Janeiro havia sido dissolvida pela Executiva Nacional da legenda.
No dia 22 de março de 2018, Anthony Garotinho e seu filho Wladimir Garotinho filiaram-se ao Partido Republicano Progressista (PRP). Na mesma ocasião, o ex-governador fluminense reafirmou que pretendia candidatar-se novamente ao Governo do Estado do Rio de Janeiro nas eleições daquele ano e que Brizola Neto seria, a princípio, o candidato a vice-governador da chapa. O lançamento da pré-candidatura ocorreu em 11 de junho de 2018 embora Rosinha e Clarissa, respectivamente esposa e filha de Garotinho, tivessem aconselhado o político a não concorrer ao pleito. Na convenção estadual do Partido Republicano Progressista (PRP), realizada no dia 5 de agosto de 2018, o nome de Anthony Garotinho foi oficializado como candidato ao Governo do Estado do Rio de Janeiro. Um dia após a convenção, a vereadora caxiense Maria Landerleide de Assis Duarte (PRB), mais conhecida como Leide, foi oficializada como candidata a vice-governadora na chapa de Garotinho.
No entanto, o registro de candidatura de Anthony Garotinho foi indeferido pelo Tribunal Regional Eleitoral do Rio de Janeiro (TRE-RJ) em 6 de setembro de 2018. A candidatura foi contestada pelo Ministério Público Eleitoral (MPE) com base em uma condenação anterior do político por ato doloso de improbidade administrativa com lesão ao patrimônio público e enriquecimento ilícito de terceiro relativa a um suposto desvio de R$ 234,4 milhões do orçamento da Secretaria de Estado de Saúde entre 2005 e 2006. Posteriormente, no dia 27 de setembro de 2018, a decisão do TRE-RJ foi confirmada pelo Tribunal Superior Eleitoral (TSE), que também determinou que a campanha fosse imediatamente suspensa e que fosse proibido o repasse de novos recursos do fundo eleitoral para a chapa de Garotinho. Apesar de ter sua candidatura barrada, Anthony Garotinho recebeu 84 187 votos que foram considerados nulos.

## Vida política, social e familiar

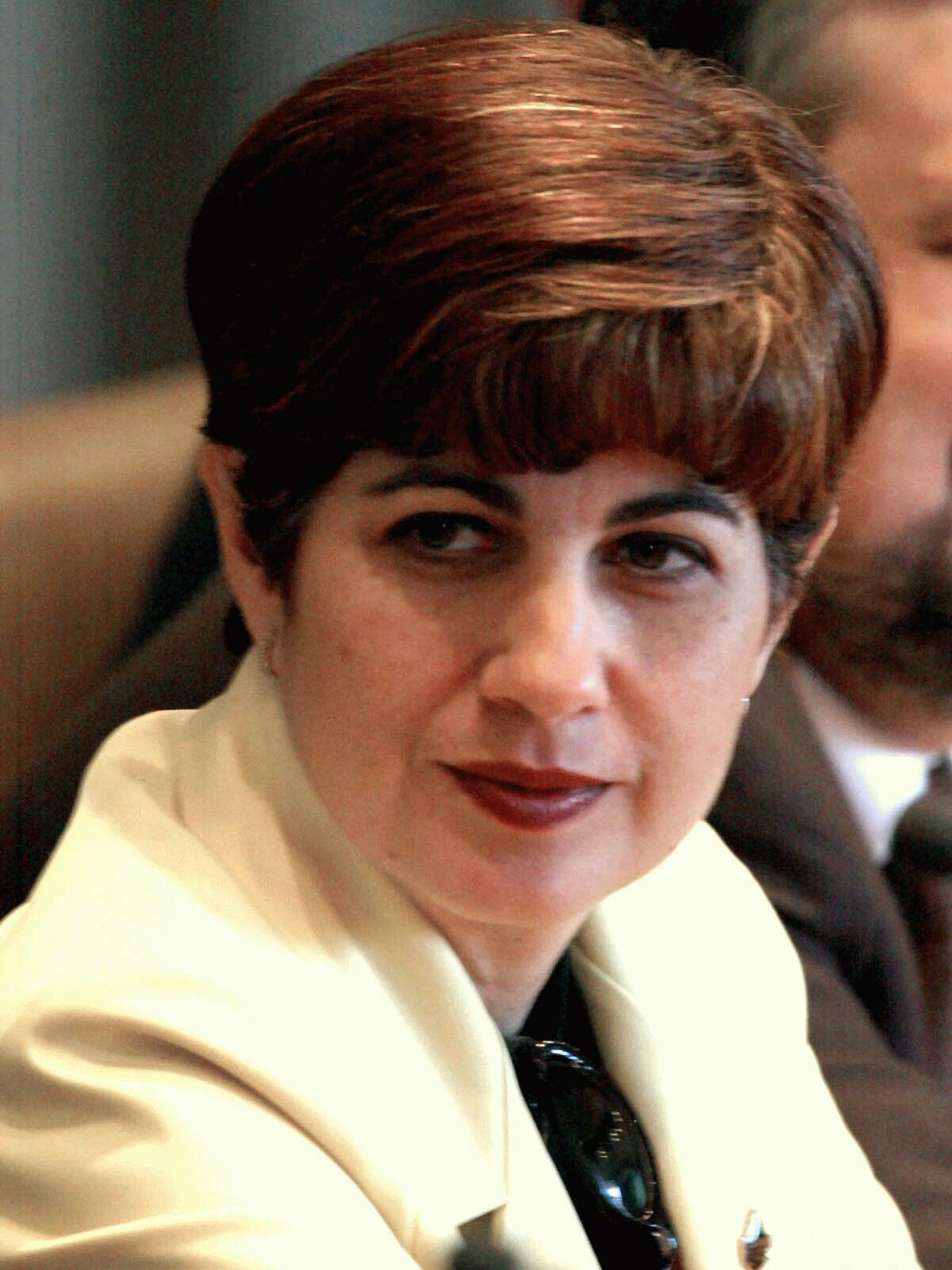
Esposa de Garotinho, Rosinha Garotinho.

Garotinho e sua esposa são frequentemente considerados políticos populares, pois mantêm forte base eleitoral entre as camadas de baixa renda da população – sendo, supostamente, o herdeiro político do eleitorado histórico trabalhista de Leonel Brizola.  Alguns dos seus críticos, utilizando-se da tese estruturalista da USP ou de concepções clássicas do liberalismo conservador, o intitulam de "populistas" (ou como seguidores do populismo) por conta de suas políticas sociais voltadas aos estratos marginalizados, através do assistencialismo estatal – uma das marcas do trabalhismo.
Tornou-se uma marca registrada das ações políticas de Garotinho os chamados "programas de um real", isto é, programas pelos quais serviços públicos são fornecidos a preços subsidiados à população – por exemplo: os restaurantes populares, onde uma refeição é vendida a um real; o hotel de pernoite para trabalhadores de baixa renda que não possam deslocar-se diariamente a uma moradia na periferia, com uma diária também de um real e o desjejum a 35 centavos vendido em algumas estações ferroviárias. É necessário que se diga que as aplicações em tais programas tem-se realizado através de recursos orçamentários do fundo de pobreza, de saúde pública e de proteção ao meio ambiente.[carece de fontes?]
Garotinho e Rosinha também são evangélicos. Tem nove filhos, sendo a Clarissa Garotinho um deles. Dos nove, cinco são adotivos.
Em 2008 sua esposa e ex-governadora Rosinha Garotinho foi eleita prefeita de Campos dos Goytacazes, e sua filha Clarissa Garotinho, foi eleita vereadora na cidade do Rio em 2008 e atualmente é deputada federal. Seu filho Wladimir Garotinho foi eleito deputado federal em 2018 e prefeito de Campos em 2020.

## Controvérsias

### Brigas com Leonel Brizola e saída do PDT
Após ter vencido as eleições para governador do Estado do Rio em 1998 e ter tomado posse no ano seguinte, Garotinho começou a ter conflitos com o então presidente nacional do PDT e ex-governador do Estado do Rio de Janeiro, Leonel Brizola, sobretudo por não consultar a legenda na formação da gestão e em decisões consideradas estratégicas. Efetuando alianças com políticos de centro-direita e lideranças neopentecostais e tomando medidas de cunho neoliberal, aos poucos, Garotinho foi acusado  de ser um político demagogo, traindo a imagem de trabalhista que o consagrara dentro de seu partido. As brigas com Brizola se acentuaram ao decorrer de 1999, o que resultou em sua expulsão no final de 2000, filiando-se ao PSB posteriormente.

### Uso indevido de meios de comunicação social
Em maio de 2010, Garotinho foi considerado inelegível por abuso de poder econômico e uso indevido de meios de comunicação social nas eleições de 2008. O TRE-RJ também cassou o mandato de Rosinha Garotinho, prefeita da cidade de Campos dos Goytacazes, por abuso do poder econômico. O TRE entendeu que ela teria sido beneficiada por publicações e por programas favoráveis na rádio O Diário. A decisão tornou inelegíveis a prefeita, o ex-governador e mais três radialistas.
Em 28 de junho de 2010, o TRE-RJ manteve a decisão de deixar o casal inelegível até 2011, após julgar os embargos interpostos que buscavam modificar a decisão do colegiado do próprio tribunal. Dois dias depois, Garotinho desistiu de ser candidato ao governo do Rio De Janeiro e foi substituído por Fernando Peregrino.

### Condenação por formação de quadrilha
Em 29 de maio de 2008, o ex-chefe de polícia de seu governo, o deputado Álvaro Lins, foi preso pela Polícia Federal em seu apartamento, tendo o MPF pedido o indiciamento de Garotinho por formação de quadrilha armada. Em agosto de 2010, Garotinho foi condenado por formação de quadrilha, junto com o ex-deputado estadual Álvaro Lins. A Justiça Federal aplicou uma pena de dois anos e meio de prisão, convertidos em serviços à comunidade e suspensão de direitos políticos. Álvaro Lins foi condenado a vinte e oito anos de prisão por formação de quadrilha armada, corrupção passiva e lavagem de bens.

### Greve de fome em 2006
Garotinho também foi acusado de recebimento de dinheiro impróprio para as suas campanhas, devido a isso, ele se declarou vítima de parte da imprensa (Veja e Globo e do próprio "governo Lula"), que, diz ele, não deram o mesmo espaço para a sua defesa como o que é dado para as denúncias. Em protesto, Garotinho resolveu entrar em uma greve de fome, iniciada em 30 de abril, que durou 11 dias. O processo contra Garotinho tramita na justiça.

## Prisões

### Novembro de 2016

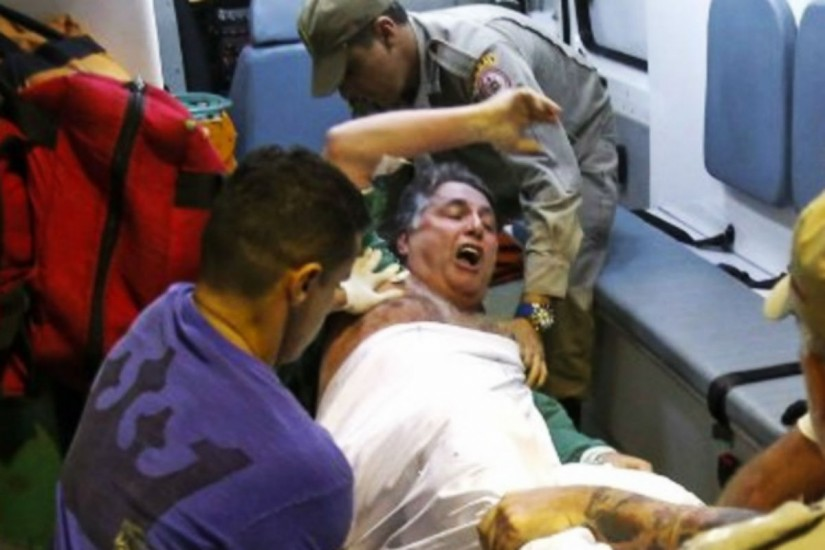
Garotinho sendo transferido para o Complexo Penitenciário de Gericinó.

No dia 16 de novembro de 2016, Anthony Garotinho foi preso por agentes da Polícia Federal em seu apartamento, situado no bairro do Flamengo, na Zona Sul da cidade do Rio de Janeiro. A prisão, no âmbito da Operação Chequinho, a princípio era de caráter preventivo, ou seja, sem prazo para libertação. A prisão de Garotinho aconteceu um dia antes da prisão de outro ex-governador do estado do Rio de Janeiro, Sérgio Cabral, suspeito de receber propina a fim de fechar contratos públicos.
O mandado de prisão foi expedido pelo juiz Glaucenir Silva de Oliveira, da 100ª Zona Eleitoral, situada em Campos dos Goytacazes. Na sentença, Glaucenir relata que os crimes, supostamente cometidos por Garotinho, que exercia o cargo de Secretário Municipal de Governo na Prefeitura de Campos dos Goytacazes, e por outros denunciados consistiam em inscrições fraudulentas de campistas no programa Cheque Cidadão, que dava R$ 200 por mês a cada beneficiário. Em troca, os beneficiários prometiam que iriam votar, nas eleições de 2016, em candidatos operadores do esquema. De acordo com a Justiça, foram realizados cerca de 18 mil novos cadastros no programa Cheque Cidadão com fins eleitoreiros.
De acordo com o Ministério Público Eleitoral (MPE), haveria uma "lista clandestina" de beneficiários. A lista, elaborada pela empresa Valecard, seria composta por 30.469 cadastrados em 25 de agosto de 2016, cerca de 17 mil pessoas a mais em relação à lista oficial da Prefeitura de Campos dos Goytacazes. A então prefeita do município, Rosinha Garotinho, afirmou que havia reduzido o número de cadastrados do programa em 2014 a fim de cortar gastos e que, após o ajuste das contas do município, fez o recadastramento dos beneficiários.
Após ser preso, Garotinho passou mal, tendo sido internado no Hospital Municipal Souza Aguiar. No dia 17, o juiz Glaucenir de Oliveira, o mesmo que expediu o mandado de prisão, determinou a transferência do político para uma unidade de saúde do Complexo Penitenciário de Gericinó, em Bangu, alegando que estaria tendo regalias no hospital. Garotinho saiu do Souza Aguiar amparado por bombeiros do SAMU, mas recusou-se a entrar na ambulância ao levantar-se duas vezes da maca onde estava, sendo em seguida contido por profissionais de saúde e policiais militares. No dia seguinte, a ministra Luciana Lóssio, do Tribunal Superior Eleitoral (TSE), deferiu liminar determinando a transferência de Anthony Garotinho para um hospital apto à realização dos exames indicados em seu relatório médico.
Em 18 de novembro de 2016, Sidney Madruga, da Procuradoria Regional Eleitoral, encaminhou uma denúncia à PF afirmando que Garotinho e seu filho, Wladimir Matheus, teriam oferecido indiretamente propinas de até R$ 5 milhões ao juiz Glaucenir a fim de evitar a prisão de ambos, fato este que configuraria um caso explícito de corrupção. No dia 24 de novembro, por 6 votos a 1, o Tribunal Superior Eleitoral (TSE) decidiu revogar o pedido de prisão de Garotinho, concedendo-lhe liberdade mas sob medidas cautelares e pagamento de fiança de R$ 88 mil.

### Setembro de 2017
Em 13 de setembro de 2017, Anthony Garotinho foi novamente preso pela Polícia Federal, que cumpria um mandato de prisão domiciliar contra o ex-governador. Na ocasião, Garotinho apresentava seu programa diário de rádio, na Super Rádio Tupi. Segundo o juiz que decretou a prisão, o grupo comandado por Garotinho estaria obstruindo as investigações da Operação Chequinho mediante ameaças a testemunhas e destruição de provas. Na mesma decisão, o juiz condenou Garotinho a 9 anos, 11 meses e 10 dias de prisão em regime fechado por suposta compra de votos nas eleições de 2016.
No dia 21 de setembro de 2017, a Secretaria de Estado de Administração Penitenciária (SEAP) comunicou à Polícia Federal que Garotinho poderia ter saído de casa e violado a prisão domiciliar. No mesmo dia, a SEAP informou que houve um problema técnico na tornozeleira eletrônica utilizada pelo radialista, ou seja, que a prisão não foi violada. A prisão de Garotinho, bem como o uso de tornozeleira e as medidas restritivas, foram revogadas dias depois após decisão do Tribunal Superior Eleitoral (TSE), tomada por quatro votos a dois.

### Novembro de 2017
No dia 22 de novembro de 2017, Garotinho foi novamente preso em uma ação da Polícia Federal, no âmbito da Operação Caixa D'Água, que investiga crimes eleitorais. No mesmo dia, também foi decretada a prisão de sua esposa, Rosinha Garotinho, e do presidente do Partido da República (PR), Antonio Carlos Rodrigues. A ação apura os crimes de corrupção, concussão, participação em organização criminosa e falsidade na prestação de contas eleitorais. Inicialmente, Garotinho foi levado para a unidade operacional do Corpo de Bombeiros Militar do Estado do Rio de Janeiro situada no bairro do Humaitá, entretanto no mesmo dia foi transferido para a Cadeia Pública José Frederico Marques, em Benfica, após determinação da Vara de Execuções Penais.
Segundo os investigadores, a JBS teria firmado um contrato fraudulento com uma empresa sediada na cidade de Macaé para prestação de serviços na área de informática. Suspeita-se que tais serviços não foram efetivamente prestados e que o contrato, de aproximadamente R$ 3 milhões, serviria apenas para o repasse irregular de recursos, via caixa 2, para campanhas eleitorais de Anthony Garotinho e de sua mulher, Rosinha Garotinho. Segundo um dos delatores da JBS, Ricardo Saud, o montante sobre o contrato repassado a Garotinho seria de R$ 2,6 milhões. No entanto, a defesa do ex-governador alega que a doação da JBS, feita ao diretório do PR, fora declarada conforme determina a legislação eleitoral. A doação citada, consultável no site do TSE, foi feita no dia 21 de julho de 2014 em cheque, cujo valor é de R$ 3 milhões.
Dois dias após sua prisão, Anthony Garotinho alegou ter sido agredido na Cadeia Pública José Frederico Marques com um porrete por alguém que teria invadido sua cela e que teriam apontado uma arma a ele. Na delegacia onde prestou seu primeiro depoimento, Garotinho estava com o dedo do pé machucado e o joelho ralado. Em outro depoimento, afirmou que havia recebido um bilhete com um aviso de que presidiários estariam tramando algo contra ele, sem revelar inicialmente o teor da mensagem. Dias depois, Garotinho publicou em seu blog pessoal a foto do suposto bilhete, entregue a ele por outro interno do presídio, afirmando que Sérgio Cabral teria ordenado a agressão. O caso está sendo investigado.
No dia seguinte, o ex-governador do Rio de Janeiro foi transferido para o Complexo Penitenciário de Gericinó, em Bangu. No complexo, Garotinho anunciou, em carta enviada à direção do presídio, que iria iniciar um jejum por tempo indeterminado como forma de protesto pela sua detenção. Garotinho havia recorrido ao mesmo ato em 2006, quando era denunciado por fraudes em sua pré-campanha para a eleição daquele ano, ocasião em que pretendia concorrer ao cargo de Presidente do Brasil.
Em 20 de dezembro de 2017, o presidente do Tribunal Superior Eleitoral (TSE), Gilmar Mendes, concedeu habeas corpus ao ex-governador, cujo pedido estava inicialmente sob responsabilidade do ministro Jorge Mussi. Segundo Gilmar, não existem fatos que comprovem a possibilidade de Garotinho atrapalhar a tramitação da ação penal. Garotinho foi liberado do presídio no dia seguinte.

## Desempenho Eleitoral
| Ano  | Eleição                            | Cargo            | Partido                                             | Partido | Coligação                                             | Vices                         | Votos para Garotinho | Votos para Garotinho | Votos para Garotinho | Votos para Garotinho | Resultado              | Ref           |
| Ano  | Eleição                            | Cargo            | Partido                                             | Partido | Coligação                                             | Vices                         | T.                   | Total                | %                    | P.                   | Resultado              | Ref           |
| ---- | ---------------------------------- | ---------------- | --------------------------------------------------- | ------- | ----------------------------------------------------- | ----------------------------- | -------------------- | -------------------- | -------------------- | -------------------- | ---------------------- | ------------- |
| 1988 | Municipal de Campos dos Goytacazes | Prefeito         |                                                     | PDT     | —                                                     | Adilson Sarmet (PDT)          | 1°                   | 62.953               | 36,22%               | 1°                   | Eleito                 | [ 70 ]        |
| 1994 | Estadual do Rio de Janeiro         | Governador       | Força do Povo (PDT, PTB, PMN)                       | PDT     | Noel de Carvalho (PDT)                                | 1°                            | 1.874.435            | 30,38%               | 2°                   | Segundo Turno        | [ 71 ] [ 72 ]          |               |
| 1994 | Estadual do Rio de Janeiro         | Governador       | Força do Povo (PDT, PTB, PMN)                       | PDT     | Noel de Carvalho (PDT)                                | 2°                            | 2.771.074            | 43,92%               | 2°                   | Não Eleito           | [ 71 ] [ 72 ]          |               |
| 1996 | Municipal de Campos dos Goytacazes | Prefeito         | A Força do Povo(PDT, PTB, PMN, PCdoB, PPB)          | PDT     | Arnaldo Viana (PDT)                                   | 1°                            | 134.906              | 70,61%               | 1°                   | Eleito               | [ 70 ]                 |               |
| 1998 | Estadual do Rio de Janeiro         | Governador       | Muda Rio (PDT, PT, PSB, PCdoB, PCB)                 | PDT     | Benedita da Silva (PT)                                | 1°                            | 3.083.441            | 46,86%               | 1°                   | Segundo Turno        | [ 73 ]                 |               |
| 1998 | Estadual do Rio de Janeiro         | Governador       | Muda Rio (PDT, PT, PSB, PCdoB, PCB)                 | PDT     | Benedita da Silva (PT)                                | 2°                            | 4.259.344            | 57,98%               | 1°                   | Eleito               | [ 73 ]                 |               |
| 2002 | Presidencial do Brasil             | Presidente       |                                                     | PSB     | Brasil Esperança (PSB, PGT, PTC)                      | José Antônio Figueiredo (PSB) | 1°                   | 15.180.097           | 17,87%               | 3°                   | Não Eleito             | [ 74 ]        |
| 2010 | Estadual do Rio de Janeiro         | Deputado Federal |                                                     | PR      | A Força do Povo (PR, PTdoB)                           | —                             | 1°                   | 694.862              | 8,69%                | 1°                   | Eleito                 |               |
| 2014 | Estadual do Rio de Janeiro         | Governador       | Aliança Republicana e Trabalhista (PR, PROS, PTdoB) | PR      | Márcio Garcia (PR)                                    | 1°                            | 1.576.511            | 19,73%               | 3°                   | Não Eleito           | [ 75 ] [ 76 ]          |               |
| 2018 | Estadual do Rio de Janeiro         | Governador       |                                                     | PRP     | Para o Povo Voltar a Ser Feliz (PRP, PRB, PTC, PATRI) | Leide Duarte (PRB)            | —                    | —                    | —                    | —                    | Candidatura Indeferida | [ 77 ] [ 78 ] |
| 2024 | Municipal do Rio de Janeiro        | Vereador         |                                                     | REP     | Coragem para Mudar PL, MDB e REP                      | —                             | 1°                   | 8.753                | 0,29%                | —                    | Não Eleito             | [ 79 ] [ 80 ] |